# Saint-Auban-d’Oze
Saint-Auban-d’Oze település Franciaországban, Hautes-Alpes megyében. Lakosainak száma 75 fő (2022. január 1.). Saint-Auban-d’Oze Châteauneuf-d’Oze, Esparron, Oze, Le Saix és Veynes községekkel határos.

## Népesség
A település népessége az elmúlt években az alábbi módon változott:
| Lakosok száma | 52   | 59   | 64   | 67   | 76   | 84   | 90   | 81   | 77   | 75   |
|               | 1968 | 1982 | 1990 | 2006 | 2013 | 2015 | 2017 | 2019 | 2020 | 2022 |